# Aeroporto di Giggiga
L'Aeroporto di Giggiga (IATA: JIJ, ICAO: HAJJ) (noto anche come Garaad Wiil-Waal Airport) è un aeroporto che serve Giggiga, la capitale della Regione dei Somali in Etiopia. L'aeroporto si trova a 12 km ad est della città.
L'aeroporto originale di Jijiga si trova a nord-ovest del centro città.

## Storia
Il primo aeroporto di Giggiga fu costruito nel 1929. Un incidente aereo a Giggica nel luglio del 1930 coinvolse l'ottavo o il nono aereo introdotto in Etiopia; fu il secondo disastro aereo del paese.
Negli anni '90, l'aeroporto di Garaad Wiil-Waal era una delle 10 basi della Ye Ithopya Ayer Hayl.

## Strutture
L'aeroporto risiede a un'altezza di 1.650 m sopra il livello del mare. Ha una pista con una superficie d'asfalto che misura 2.400 x 45 metri.